# کورارخ
کورارخ (به لاتین: Korarx) یک منطقه مسکونی در جمهوری آذربایجان است که در شهرستان آق‌داش واقع شده‌است. کورارخ ۵۸۶ نفر جمعیت دارد.